# 20 ans !
Albums de Les Ogres de Barback
Vous m'emmerdez !
(2014) Amours grises et Colères rouges
(2019)
20 ans ! est le 16e album des Ogres de Barback, sorti en France le 8 avril 2015.
L'album est tiré de la tournée effectuée en France par le groupe à l'occasion de ses 20 ans d'activité, en compagnie de la fanfare Eyo'Nlé.
L'album se compose de deux CD, le premier avec les Ogres et la fanfare, le second avec les artistes invités sur la tournée, pour des chansons de ces artistes ou des reprises de Renaud, Jean Ferrat et Allain Leprest.

## Titres

### CD 1
| No  | Titre                                         | Durée |
| --- | --------------------------------------------- | ----- |
| 1.  | Moliendo café                                 | 2:40  |
| 2.  | Sacré fils                                    | 7:10  |
| 3.  | Accordéon pour les cons                       | 5:22  |
| 4.  | Grand-mère                                    | 8:33  |
| 5.  | Wanyiyi                                       | 1:22  |
| 6.  | Togbelgbe                                     | 2:26  |
| 7.  | Ces tonnes de gens                            | 1:42  |
| 8.  | Sadjou Saturne                                | 4:46  |
| 9.  | Murabeho imana                                | 4:05  |
| 10. | Pour me rendre à mon bureau                   | 5:09  |
| 11. | Bouquet d'ogres à la sauce béninoise (medley) | 8:53  |
| 12. | Rue de Panam                                  | 5:44  |
| 13. | Africa night                                  | 9:17  |
| 14. | Oklounon                                      | 3:09  |

### CD 2
| No  | Titre                           | Auteur             | avec | Durée |
| --- | ------------------------------- | ------------------ | --- | ----- |
| 1.  | SDF                             | Allain Leprest     | Guillaume Lopez, La Rue Ketanou et Melissmell | 4:30  |
| 2.  | Aminata                         |                    | Timike | 2:45  |
| 3.  | Journal                         | Têtes Raides       | Têtes Raides | 4:49  |
| 4.  | Les brebis                      | Melissmell         | Melissmell | 3:56  |
| 5.  | J'ai tout plein d'amis au Medef | Frédéric Fromet    | Frédéric Fromet | 4:09  |
| 6.  | Au creux de ton bras            | Mano Solo          | Les Hurlements d'Léo | 3:44  |
| 7.  | Jour de lessive                 |                    | Loïc Lantoine | 4:09  |
| 8.  | Les mots d'amour                | Debout sur le Zinc | Debout sur le Zinc | 3:30  |
| 9.  | Où va t-on ?                    |                    | Benoît Morel | 3:38  |
| 10. | Garden of love                  |                    | Winston McAnuff et Fixi | 6:04  |
| 11. | Le lac Saint-Sebastien          |                    | Anne Sylvestre | 4:24  |
| 12. | Société tu m'auras pas          | Renaud             | Tryo | 3:42  |
| 13. | Ces petits riens                |                    | Les Ogrillons et Léo | 3:39  |
| 14. | Deux enterrements               |                    | Daniel Mermet | 3:11  |
| 15. | Ma France                       | Jean Ferrat        | Francesca Solleville | 4:15  |
| 16. | Une valse pour rien             | Allain Leprest     | Camille Simeray | 3:03  |
| 17. | Le daron                        |                    | Têtes Raides, HK, Les Tit' Nassels, Tryo, Timike, Loic Lantoine, Melissmell, Debout sur le zinc, Les Hurlements d'Léo, Saidou, Anne Sylvestre, La Rue Ketanou, Frédéric Fromet, Camille Simeray, Benoît Morel | 4:29  |